# Nina Đurđević
Nina Đurđević, slovenski fotomodel, * 1991
Zmagala je na Miss Universe Slovenije 2013. Lepotni naslov je po udeležbi na svetovnem tekmovanju v Moskvi zaradi laganja o študiju medicine predala Sari Savnik.
S Čuki je posnela videospot za njihovo pesem Za rojstni dan. Režiral ga je Jani Pavec.

## Dvomi o dokončani gimnaziji in lažne navedbe o študiju medicine
Nekdanja sošolka je v pismu uredništvu portala Maribor24.si napisala, da je Đurđevićeva na Prvi gimnaziji Maribor dvakrat padla in jo potem zapustila. Ljudi s te šole naj bi zbrisala s svojega računa na Facebooku, da se ne bi izvedelo. Siol.net od Prve gimnazije ni dobil odgovora. So mu pa na Medicinski fakulteti v Mariboru potrdili, da Đurđevićeva ni njihova študentka. Po razkritju laži je povedala, da študira medicino na Medicinski fakulteti Charité v Berlinu, tiskovna predstavnica te ustanove pa je njene navedbe zanikala.

## Zasebno
Visoka je 180 centimetrov. Odraščala je v Mariboru.